# Pachystira impressipennis
Pachystira impressipennis là một loài bọ cánh cứng trong họ Tenebrionidae. Loài này được Bin Chen miêu tả khoa học đầu tiên năm 1997.